# L'Histoire de Nastagio degli Onesti (deuxième épisode)
Le deuxième épisode de L'Histoire de Nastagio degli Onesti (en italien : Nastagio degli Onesti, secondo episodio) est une peinture à tempera sur bois  (83 × 138 cm) de Sandro Botticelli, datée de 1483 et conservée au Musée du Prado à Madrid.

## Historique
Le tableau fait partie d'une série de quatre panneaux probablement destinés à la tête d'un lit nuptial ou à la décoration pour un cassone,  sur commande de Laurent le Magnifique afin de faire un cadeau nuptial à Giannozzo Pucci  et Lucrezia Bini, les deux armoiries familiales apparaissant dans le cadre : les quatre tableaux se trouvent pour trois d'entre eux au Prado de Madrid et un au Palazzo Pucci de Florence.  
Les quatre panneaux restèrent à Florence dans le palais de la famille Pucci jusqu'en 1868, année de leur vente. Par la suite ils passèrent dans diverses collections et, en 1929, Francisco de Asís Cambó en acheta trois aux héritiers de Joseph Spiridon puis en 1941 en fit don au musée du Prado. Le quatrième, appelé  « banquet nuptial », perdu de vue depuis des siècles, réapparaît à Florence en avril 2004, à l'occasion d'une exposition Botticelli-Filippino Lippi au Palazzo Strozzi et n'aurait jamais quitté sa demeure originelle du palais Pucci.

## Thème

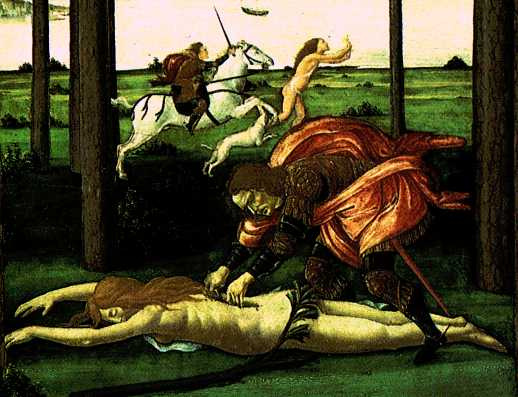
Détail.

La nouvelle de Nastagio degli Onesti fait partie de la huitième nouvelle de la cinquième journée du Décaméron de Giovanni Boccaccio écrit entre 1348 et 1351, intitulée « L'enfer pour les amoureux cruels » dédiée aux amours d'abord malheureuses puis se terminant de manière heureuse.
Le deuxième épisode, dit de  « la chasse infernale », se situe dans une pinède près de Ravenne, ville où se déroule l'histoire ; il montre Nastagio qui, après avoir quitté la ville après sa désillusion amoureuse, erre solitaire et triste et se trouve soudainement en présence d'une femme poursuivie par un cavalier et par ses chiens qui la déchirent de leurs crocs malgré sa tentative de la défendre.
Le cavalier, Guido degli Anastagi, lui explique qu'il ne doit pas intervenir car ce sont deux morts sous châtiment d'outre-tombe, apparition d'âmes du Purgatoire. 
Lui parce qu'il s'était suicidé par amour pour elle qui se refusait, et elle parce qu'elle avait été cruelle envers lui.
Chaque vendredi il doit la poursuivre dans la forêt et la tuer, lui arracher les entrailles et les donner à manger aux chiens ;  elle ressuscite aussitôt dans une poursuite infernale sans fin.
Le deuxième épisode montre Nastagio qui après avoir assisté à l'apparition de la femme déchirée par les chiens et poursuivie par le cavalier s'échappe horrifié, Guido, le cavalier, transperce la fille et lui arrache les reins, le cœur et les entrailles et les donne à manger aux chiens sur la droite, en arrière-plan la scène recommence de nouveau. Tous les vendredis, la jeune fille doit subir l'assassinat et la recomposition de son corps pour autant d'années correspondant au nombre de mois de refus de l'amour de son prétendant.

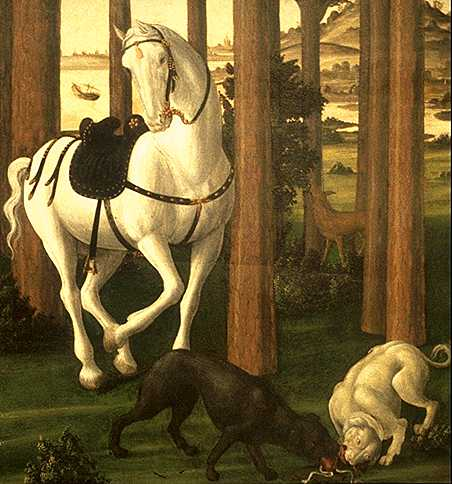
Détail.

## Description
Dans un premier plan de forêt aux fûts  très verticaux en colonnes, sur  la gauche des biches sont en train de s'abreuver à une fontaine ; ensuite Nastagio qui se détourne, les bras au ciel, épouvanté de la scène centrale du  supplice de la femme nue allongée sur le ventre dont le cavalier extrait les viscères ;  en arrière-plan  la poursuite entre la femme et le cavalier est reprise ; à droite le cheval blanc en attente contemple les deux chiens qui se disputent le cœur de la femme ;  au-delà de la forêt du premier plan, un plan d'eau occupe le centre du fond de la composition, encadrée par des rives avec une ville fortifiée à gauche, une colline arborée à droite
Le tableau présente simultanément deux scènes successives, nécessitant le dédoublement des personnages.

## Analyse
La scène se déroule dans la même forêt que le premier épisode même si le paysage du fond est différent, la mer est toujours présente mais les montagnes ont disparu ainsi que les souches au premier plan. Sur la scène on remarque deux chiens qui mordent la fille et que l'on retrouve dans le fond du tableau de nouveau en train de la poursuivre et de la mordre.
le cheval au niveau du harnachement est le même mais il se différencie par sa posture, noble, calme et serein, les pieds bien posés sur terre.
L'histoire est essentiellement païenne. La forêt est particulièrement complexe avec des arbres à grands troncs rigides et verticaux forment une sorte de grille en bord de lagune, avec en arrière-plan, transversalement la mer avec quelques barques, se perdant au loin  dans une clarté rendant l'espace ample et profond (perspective atmosphérique).
Le tableau dégage une force tranquille et une certaine beauté, le bois est calme, les biches boivent, une autre mange tranquillement des feuilles à droite. 
La critique est unanime quant à l'attribution de la conception des quatre scènes à Botticelli, mais concernant l'exécution elle considère qu'elle a été en partie confiée à ses assistants d'atelier, en particulier Bartolomeo di Giovanni pour les trois premières scènes et Jacopo del Sellaio pour la dernière.
Les compositions des quatre tableaux comportent une agréable harmonie spatiale, les couleurs sont vives et la composition naturelle est mesurée. Le caractère narratif est renforcé par la façon médiévale de faire figurer des éléments consécutifs de l'histoire sur le même tableau. 
Le dramatique est associé à l'élégance formelle de figurines élancée, avec les mouvements gracieux des personnages et des animaux, dans une sorte d'atmosphère mêlant fable et réalité.